# إيمانويل نيونكورو
إيمانويل نيونكورو (بالإنجليزية: Emmanuel Niyonkuru)‏ (و. 1962 – 2017) هو سياسي من بوروندي. أغتيل بطلق ناري في بوجومبورا، عن عمر يناهز 54 عاماً. حصل نيونكورو على تعليمه العالي في كلية العلوم الاقتصادية والإدارية بجامعة بوروندي في الفترة من 1987 حتى عام 1991. وواصل نيونكورو سيرته فعمل في المجال المصرفي. وشغل منصب نائب مدير بنك جمهورية بوروندي من عام 1992 حتى 2015. واُنتخب نيونكورو في مجلس الشيوخ حيث مثل مقاطعة مورامفيا للفترة الممتدة من 2015 إلى عام 2020. وعيّنه الرئيس البوروندي بيير نكورونزيزا في مجلس الوزراء عن حقيبة المياه والبيئة والتخطيط المكاني والتطوير الحضري.
اُغتيل نيونكورو في منتصف ليل 1 يناير عام 2017 خلال توجهه لمنزله في روهيرو وهي إحدى ضواحي العاصمة بوجومبورا بعد إصابته بطلق ناري وفقاً لما ذكرته الشرطة، ويأتي هذا على خلفية الاضطرابات التي كانت تشهدها البلاد في تلك الفترة. واعتقلت السلطات ستة أشخاص من رواندا يُشتبه ارتباطهم بعملية الاغتيال. وتوعد الرئيس البوروندي بيير نكورونزيزا بمعاقبة المسؤولين عن الواقعة. كما أدانت الأمم المتحدة اغتياله ونقل المتحدث الرسمي ستيفان دو جاريك بتعازي المنظمة لعائلة نيونكورو. ويعد اغتيال نيونكورو جزء من عمليات اغتيال طالت عدة شخصيات عامة من نظام نكورونزيزا. ودُفِنَ بمدينة مباندا الواقعة في تنزانيا المجاورة.

## مناصب
تولى منصب وزير البيئة (24 أغسطس 2015–1 يناير 2017).